# Hyper-V
Hyper-V (nazwa kodowa Viridian) – oprogramowanie stosowane do wirtualizacji fizycznych maszyn, komputerów. Dzięki niemu można uruchamiać różne systemy operacyjne bez konieczności fizycznej ingerencji w już zainstalowany system operacyjny, na jednej fizycznej maszynie bez konieczności dzielenia dysku na partycje. Wirtualny komputer ma własny, wirtualny sprzęt komputerowy i BIOS. Nazywa się go maszyną wirtualną.
Narzędzie to dostępne jest jako zewnętrzny program doinstalowywany do Windows Server 2008, jako właściwość (feature) w Windows Server 2008 R2, Windows Server 2012 i Windows 8 Pro lub wyższej wersji albo jako oddzielny produkt Microsoft Hyper-V Server. Pozwala on na instalowanie w wirtualnej maszynie systemów x86 i x64 z rodziny Windows, ale też SUSE Linux Enterprise od wersji 10.3 i Red Hat Linux Enterprise od wersji 5.2.

## Sposób działania
Hyper-V składa się z jednej partycji nadrzędnej, która jest zasadniczo maszyną wirtualną mającą specjalny lub uprzywilejowany dostęp. Jest to jedyna maszyna wirtualna z bezpośrednim dostępem do zasobów sprzętowych. Wszystkie pozostałe maszyny wirtualne, znane jako partycje Goście, przechodzą przez partycję nadrzędną, aby uzyskać dostęp do urządzenia.
Partycja nadrzędna jest właścicielem klawiatury, myszy, ekranu i innych urządzeń dołączonych do serwera hosta. Nie ma ona bezpośredniej kontroli nad zegarami i kontrolerami przerwań, które wykorzystuje hyperwizor.
Partycja nadrzędna zawiera dostawcę WMI, aby ułatwić zarządzanie wszystkimi aspektami wirtualizowanego środowiska, jak również wirtualizowanego stosu (Virtualization Stack), który w imieniu podrzędnych partycji wykonuje zadania związane ze sprzętem. Ponadto wszelkie sterowniki IHV (Independent Hardware Vendor) potrzebne do sprzętu systemu hosta są zawarte w partycji nadrzędnej, a ewentualne sterowniki utworzone dla edycji Windows Server 2008 x64 będą także działać w partycji nadrzędnej.

## Wersje Hyper-V

### 2.0
Od wersji 2.0 Hyper-V dodano kilka właściwości:
- Live Migration – pozwala na bezprzerwowe przenoszenie maszyn wirtualnych z jednego hosta na drugi,  bez wpływu na pracę działających aplikacji (warunkiem jest, aby oba hosty miały procesory tego samego producenta),
- Clustered Shared Volumes (CSV) - dostarcza wszystkim serwerom klastra niezawodnościowego pojedynczą, spójną przestrzeń nazw – wszystkie serwery Windows Server 2008 R2 „widzą” ten sam wolumen na pamięci masowej,
- obsługa różnych rodzajów pamięci masowej, zarówno typu DAS (podłączane przez złącza typu: SATA, eSATA, PATA, SAS, SCSI, USB oraz Firewire), jak i SAN (podłączane przez iSCSI, Fibre Channel, SAS),
- obsługa ramek typu Jumbo Frames w sieciach wirtualnych oraz dla systemów wirtualnych dołączonych do interfejsów fizycznych,
- Virtual Machine Queues (VMQ) – umożliwia fizycznym kartom sieciowym tworzenie kolejki dla każdej wirtualnej maszyny działającej na hoście, pozwalając, aby pakiety zostały przekazane bezpośrednio z hypervisora do maszyny wirtualnej,
- Core Parking – pozwala zmniejszyć zużycie energii pobieranej przez wielordzeniowe procesory poprzez skonsolidowanie przetwarzania danych na mniejszej liczbie rdzeni oraz wyłączanie zbędnych rdzeni.

### 3.0
Wraz z Windows Server 2012 ukazała się wersja 3.0 Hyper-V. Najważniejsze zmiany to:
- Hyper-V Extensible Virtual Switch (wirtualny przełącznik)
- Wirtualizacja sieci[5]
- Multi-tenancy
- Wsparcie dla wirtualnych dysków w formacie .vhdx do 64 TB
- Virtual Fibre Channel - możliwość podłączenia maszyny wirtualnej bezpośrednio do światłowodu[6]
- Offloaded data transfer - bezpośredni transfer danych z maszyny wirtualnej, z pominięciem maszyny-hosta[7]
- Hyper-V replica - asynchroniczna replikacja maszyn wirtualnych przez sieć IP[8]
- Cross-premise connectivity[9]
- Cloud backup - kopia zapasowa na chmurze

W Windows Server 2012 R2 pojawiły się ponadto:
- Współdzielenie wirtualnych dysków twardych
- Storage Quality of Service - pozwala zarządzać dostępnym pasmem transferu dyskowego
- Druga generacja maszyn wirtualnych - dodane Secure Boot, start z nośnika SCSI, PXE boot, UEFI
- Automatyczna aktywacja systemu gościa bez podawania klucza aktywacyjnego - na podstawie licencji serwera Hyper-V
- Enhanced session mode - pozwala na przekierowanie do maszyny wirtualnej zasobów lokalnych komputera: ekranu, audio, drukarek, schowka, kart typu Smart Card, dysków, urządzeń USB, wspieranych urządzeń Plug and Play

## Migracja do Hyper-V
Ze względu na rosnącą popularność Hyper-V może zaistnieć potrzeba migracji pomiędzy maszynami wirtualnymi. Firma Microsoft udostępnia bezpłatne narzędzie ułatwiające ten proces. Microsoft Virtual Machine Converter służy do migracji maszyn wirtualnych i dysków VMware do Hyper-V i Azure. Od Wersji 3.0 możliwa jest również konwersja maszyn fizycznych do dysków VHD.
Cały proces przebiega następująco: 
1. Należy połączyć się z vCenter/ESXi i wybrać maszyny
2. Zrobić checkpoint maszyny i odinstalować VMware Tools
3. Skopiować i skonwertować VMDK do VHD/VHDX
4. Sprawdzić dysk 
  1. Podłączyć się do Hyper-V, skopiować VHD/X i stworzyć maszynę
  2. Skopiować VHD do Azure Storage.

Do zautomatyzowania procesu migracji wielu maszyn jednocześnie wydana została kolekcja skryptów PowerShell o nazwie Migration Automation Toolkit.